# Susana Duijm
Carmen Susana Duijm Zubillaga (Aragua de Barcelona, 11 de agosto de 1936-Porlamar, 18 de junio de 2016), fue una modelo, actriz y reina de belleza venezolana, la primera hispana en ganar el concurso internacional Miss Mundo en 1955. Anteriormente fue elegida Miss Venezuela 1955 y semi-finalista en el Miss Universo 1955 en Long Beach, California, Estados Unidos. 
Duijm trabajó en programas televisivos de Telecaribe, programas radiales y en varias telenovelas de Venevisión y más reciente una de RCTV, en 2005. Trabajó como actriz de teatro en México, en la obra Las razones de Susana y la trilogía El norteño junto al actor Antonio Aguilar.
Fue la primera venezolana que figuró en la portada de la revista francesa Paris Match, el 5 de noviembre de 1955, que incluía un reportaje extenso acerca de ella durante su paso por París después de haber ganado el Miss Mundo 1955. Sirvió de modelo para el famoso diseñador Oleg Cassini y fue peinada por Alexandre, el más reconocido estilista de la época.

## Biografía
Susana Duijm nació en Aragua de Barcelona, (Venezuela), hija de Abraham Duijm, inmigrante judío de la Guayana Neerlandesa (actualmente Surinam), y Carmen Zubillaga, natural de Aragua de Barcelona, estado Anzoátegui.
De cabello negro, ojos café oscuro y 1,76 m de estatura, Duijm vivía en la urbanización Bello Monte y trabajaba como oficinista cuando ganó el concurso de Miss Venezuela 1955, realizado en el Salón Naiguatá del hotel Tamanaco de Caracas, el sábado 9 de julio de 1955. Según las reglas del concurso, a Duijm le tocó representar al país en el Miss Universo que ese año se celebró en Long Beach, California, Estados Unidos, y en el que se clasificó entre las 15 semifinalistas. 
Después del concurso, Duijm fue invitada por Eric Douglas Morley, presidente del concurso Miss Mundo, a participar en su evento. Duijm reunió el dinero con ayuda de su madrina, Carola Reverón de Behrens, y el jueves 20 de octubre de 1955 desfiló como representante de Venezuela en Londres, Inglaterra, ciudad donde venció entre 21 aspirantes para convertirse en la primera hispanoamericana en obtener un gran título de belleza internacional. 
La corona se la entregó la actriz inglesa Eunice Gayson debido a que la anterior Miss Mundo, Antigone Costanda, de Egipto, no pudo asistir debido a las hostilidades entre su país e Inglaterra en pugna por el Canal de Suez.
Antes de regresar a Venezuela, Duijm viajó a París, Francia, donde modeló para el diseñador Oleg Cassini y fue peinada por el célebre estilista Alexandre de París. Duijm, a quien al parecer no gustó el peinado, lo deshizo inmediatamente por lo que la revista francesa "Paris Match" le dio el sobrenombre de "Carmen la salvaje".
Duijm finalmente regresó a Caracas el 1 de noviembre de 1955, y posteriormente hizo carrera como actriz en México. Luego fue actriz de telenovelas y animadora en Venezuela. Sentimentalmente se le relacionó con el actor estadounidense George Hamilton, pero se casó con el publicista Martín Cerruti de quien se divorció tras siete años y tres hijos. De ellos, Carolina del Valle, participó en el Miss Venezuela 1983 representando al estado Apure.
El 15 de septiembre de 2005 la organización Miss Venezuela, le rindió homenaje a sus cincuenta años de haberse convertido en Miss Mundo.

## Fallecimiento
Vivió hasta sus últimos días con su hermana Gioconda en la isla de Margarita en una casa cerca de La Asunción, la cual lleva por nombre "1955". En la vecina Porlamar, donde mantuvo residencia desde hace varios años, tenía un programa de radio por 98.1 FM titulado "De tono a tono con Susana". En junio del 2016, a sus 79 años, sufrió un accidente cerebrovascular (ACV), afección que la sorprendió mientras dormía, el cual la dejó en un estado crítico. Falleció el 18 de junio de 2016 en la Clínica la Fe de Porlamar en la isla de Margarita, Venezuela. Fue enterrada en el Camposanto de esa población el 19 de junio.

## Participación en el Miss Venezuela 1955
Cuadro final
- 1. Carmen Susana Duijm Arreaza, Miss Miranda.
- 2. Mireya Casas Robles, Miss Distrito Federal.
- 3. Ivonne Cisneros Barceló, Miss Bolívar.

Participantes en el Miss Venezuela 1955
- Ivonne Cisneros Barceló, Miss Bolívar.
- Mireya Casas Robles, Miss Distrito Federal.
- Cecilia Useche Sardi, Miss Mérida.
- Carmen Susana Duijm Arreaza, Miss Miranda.
- Helena Quilart Navarro, Miss Monagas.
- Elka Pérez Hernández, Miss Nueva Esparta.
- Mary González, Miss Portuguesa.
- Teresa Estrella Villarroel, Miss Sucre.
- Helena Casas Briceño, Miss Trujillo.
- Consuelo -Chelo- Avellaneda Valery, Miss Yaracuy.
- Magaly Dupuy Ortega, Miss Zulia.

## Participación en el Miss Universo 1955
Cuadro final
- 1 Hillevi Rombin, Miss Suecia.
- 2 Maribel Arrieta Gálvez, Miss El Salvador.
- 3 Maureen Neliya Hingert, Miss Ceylan.
- 4 Margit Nünke, Miss Alemania.
- 5 Keiko Takahashi, Miss Japón.

Semifinalistas
- Hilda Isabel Sarli Gorrindo, Miss Argentina.
- Nicole De Meyer, Miss Bélgica.
- Emília Barreto Correia Lima, Miss Brasil.
- Cathy Diggles, Miss Canadá.
- Carlene King Johnson, Miss Estados Unidos.
- María del Rosario Molina Chacón, Miss Guatemala.
- Pastora Pagán Valenzuela, Miss Honduras.
- Margaret Rowe, Miss Inglaterra.
- Solveig Borstad, Miss Noruega.
- Carmen Susana Duijm Arreaza, Miss Venezuela.

## Participación en el Miss Mundo 1955
Cuadro final
- 1 Carmen Susana Duijm Arreaza, Miss Venezuela.
- 2 Margaret Anne Haywood, Miss Estados Unidos.
- 3 Julia Georgia Coumoundourou, Miss Grecia.
- 4 Gilda Marín, Miss Cuba.
- 5 Anita Åstrand, Miss Suecia.
- 6 Gisele Thierry, Miss Francia.

Semifinalistas
- Beverly Prowse, Miss Australia.
- Felicitas Von Goebel, Miss Austria.